# Brogit atmosfèric
El Brogit atmosfèric o Brunzit atmosfèric (The Hum en anglès) és un soroll de molt baixa freqüència, que només poden sentir algunes persones. És un soroll confús, sord i continu. Se sol sentir en zones poc poblades i en moments de baixa activitat. Els brogits han estat donats a conèixer pels mitjans de comunicació nacionals de Gran Bretanya i els Estats Units. Algunes vegades es posa com a sufix el nom de la localitat d'on es va sentir, per exemple, el "Brogit de Bristol", el "Brogit de Taos".
La informació de l'estudi del brogit de Taos indica que només el 2% de la població va poder percebre'l, i el Daily Telegraph va informar el 1996 que el 2% de les persones van sentir el Brogit de Bristol. Per a aquells que són capaços de sentir el brogit, pot ser un fenomen molt pertorbador. Tanmateix, hi ha hagut un gran escepticisme per part de les persones que no l'han pogut sentir.

## Descripció
L'element essencial que defineix el brogit és que és percebut com un so persistent de baixa freqüència, sovint comparable al so d'un motor dièsel. Altres sons similars, com el soroll de trànsit, han estat descartats. Existeixen diverses reproduccions d'àudio del brogit disponibles en la web, amb fins i tot amb algun enregistrament.
Existeixen altres elements que semblen estar significativament associats amb el brogit que han estat informats per una quantitat important de persones que l'han sentit, però no per tots. Algunes persones senten el brogit només dins d'edificis o estructures. Algunes perceben vibracions que les senten en el seu cos. S'ha fet saber que l'ús de taps per a les orelles no disminueix el so. Per a aquells que són capaços de sentir-lo, pot ser un fenomen pertorbador que ha estat connectat, almenys, amb tres suïcidis al Regne Unit.
El Daily Telegraph va manifestar que 2% de les persones van poder sentir el Bogit de Bristol; així mateix, recerques sobre el Brogit de Taos van indicar que el 2% podia sentir-lo. El brogit sembla estar concentrat geogràficament, ja que les persones que ho senten deixen de sentir-lo en allunyar-se del lloc. El rang on es va sentir el Brogit de Taos era de 48 a 72 quilòmetres, segons l'informe. Les dones semblen veure's més afectades pel brogit que els homes. L'edat sembla ser un factor, ja que han estat més capaços de sentir-lo les persones d'edat més avançada.
El brogit, tradicionalment, ha estat difícil de gravar; Deming va declarar el 2004 que no hi havia hagut avisos reeixits de mesures de vibracions de so associades al brogit que no poguessin ser atribuïdes a algun soroll ambiental o industrial. No obstant això, el 2006, el Dr. Tom Moir de la Universitat de Massey a Auckland, Nova Zelanda, va aconseguir fer un enregistrament del Brogit d'Auckland. El punt més alt de potència capturada de densitat espectral del brogit arriba a una freqüència de 56 hertzs.El Brogit de Taos estava entre 40 i 80 hertzs. Així mateix, s'han informat sons amb freqüències més altes; el Brogit de Hueytown (Alabama) ha estat comparat amb el so d'un equip de dentista.
No obstant això, hi ha hagut escepticisme entre les persones que no poden sentir-lo i alguns especialistes sobre l'existència del brogit. El 2009, el cap del departament d'audiologia de l'hospital de Addenbrooke, Cambridge, David Baguley, va declarar que creia que els problemes de les persones amb els brogits estaven basats en el món físic al voltant del 33%, i va afegir que la resta es deu a una concentració voluntària en els sorolls ambientals. La seva recerca actual s'enfoca en l'ús de la psicologia i tècniques de relaxació per a minimitzar l'estrès, que ajuden a la disminució en el soroll. Leventhall va preparar un informe per al Govern de Regne Unit sobre aquest tema i va suggerir que l'ús de teràpies cognitiu-conductuals era efectiu: "La qüestió és si estàs relaxat o tens en el moment en què se sent el soroll. La teràpia sembla que funciona pel fet que ajuda les persones a tenir una actitud diferent enfront d'aquest fet."

## Història
Només s'han publicat alguns articles científics sobre aquest tema: Frosch, 2013; Deming, 2004; Mullins & Kelly, 1998, 1995; Broner, 1978; Vasudevan & Gordon, 1977; uns altres per consultors com Cowan, 2003; Leventhall, 2003; uns altres no-científics en la revista setmanal New Scientist com Hanlon, 1973; Fox, 1989; Wilson, 1979.
El Projecte de Base de dades Mundial del Brogit i el Projecte de Mapatge van ser llançats el desembre de 2012, amb l'objectiu de construir mapes sobre els llocs en els quals s'ha sentit el brogit i proveir d'una base de dades per a investigadors independents i professionals.

### Brogits informats arreu del món, ordenats cronològicament

#### Londres i Southampton, Gran Bretanya (anys 1940)
Més de 2.000 persones van informar que havien sentit els sorolls, en la dècada dels 40, en les àrees de Londres i Southampton a Gran Bretanya.

#### Auckland, Nova Zelanda (1977)
El Brogit d'Auckland va ser reportat per primera vegada el 1977. D'acord amb els informes, es va sentir principalment en el nord de la localitat, encara que també en l'est. El Dr. Tom Moir de la Universitat de Massey va començar la seva recerca el 2006. No ha aconseguit conclusions definides, però la informació succitava que el brogit no estava relacionat amb motius elèctrics, instruments de comunicació (com a telèfons, ràdio, etc.), ni amb projectes militars. Va descobrir que es comportava com un fenomen natural que es tornava més fort amb la baixa pressió de l'aire. Ell va realitzar un enregistrament del brogit.

#### Bristol, Anglaterra, Gran Bretanya (1979)
A Gran Bretanya, l'exemple més famós va ser el Brogit de Bristol que va cobrir els titulars de 1979. 800 persones van declarar haver-lo sentit. Finalment, es va indicar que era culpa del trànsit i de les fàbriques d'Avonmouth.

#### Taos, Nou Mèxic, els Estats Units (1992)
Va ser el 1992 quan el fenomen del brogit es va començar a notificar a Nord Amèrica, amb queixes de molts ciutadans que vivien prop de la ciutat de Taos, Nou Mèxic.
La Universitat Estatal de nou Mèxic va realitzar estudis sobre el Brogit de Taos. En una de les seves proves, se'ls va demanar a algunes persones que relacionessin el brogit amb un generador de so, i va resultar un rang de freqüències que anava dels 32 als 80 Hz amb freqüència de modulació de 0,5 a 2 Hz. Els investigadors no van poder trobar fonts acústiques, sísmiques o electromagnètiques que poguessin ser relacionades amb el brogit.
El Brogit de Taos va aparèixer en un programa de televisió anomenat Misteris Sense Resoldre, i va anar breument esmentat en un episodi de The X-Files.

#### Kokomo, Indiana, els Estats Units (1999)
Kokomo, una ciutat amb 47.000 habitants, va invertir 100.000 dòlars en la recerca del brogit després d'unes 100 queixes i reclams que es van fer des de 1999. Algunes queixes van culpar el Brongit de símptomes físics, que incloïen maldecaps, nàusees, diarrea i cansament. Un d'ells va informar que la seva salut va millorar després de sortir de la ciutat. El novembre de 2002, van ser contractats consultors acústics d'Acentech pel Consell de Treball Públic i Seguretat de la Ciutat de Kokomo per investigar el fenomen del brogit.
La recerca d'Acentech no va trobar evidència de vibracions terrestres dins de la percepció humana. La seva recerca de fonts acústiques va localitzar dos sons que estaven a 20 decibels sobre el fons, amb freqüències de 36 i 10 hertz. El primer era una torre de refredament de la planta local de Daimler AG que emetia a 36 hertz; el segon era un compressor d'aire dins de la planta de Heynes International que emetia a 10 hertz. No obstant això, encara després que aquests sorolls se solucionessin, alguns residents continuaven dient que sentien el brogit.

#### Calgary, Alberta, el Canadà (2008)
La recerca del Brogit de Ranchland va començar el 2008. Marcia Epstein, una ecòloga acústica de la Universitat de Calgary va declarar que mentre que s'ha presentat en una varietat de tons, hi ha hagut una concentració de freqüències prop dels 40 hertzs, descrita algunes vegades com un "sentiment de vibracions", que afectaven entre el 12% i 20% de la comunitat. La recerca seguia en curs en 2013.

#### Windsor, Ontario, el Canadà (2009)
Aquest fenomen va ser informat per primera vegada el 2009, també ha estat reportat des de 2011 a Windsor, Essex i Ontario, el Canadà. Un estudi realitzat el 2011 per Earthquakes Canada va indicar que el brogit va poder ser originat a la zona industrial de l'illa Zug al costat estatunidenc del riu de Detroit. El 2012, es van rebre trucades de 13.000 residents que informaven del so.
El 2013, el govern canadenc va invertir 60.000 dòlars en la recerca feta per la Universitat de Windsor per a determinar la font del soroll. Un informe del 2014 va confirmar que l'origen del so provenia de l'illa Zug, encara que la font d'origen precisa no ha estat determinada. S'han iniciat juntes amb oficials dels Estats Units per discutir l'estudi.

#### Woodland, Anglaterra, Gran Bretanya (2011)
El juny de 2011, residents d'un petit llogaret rural de Woodland, Anglaterra, van notificar que s'haia experimentat un brogit que havia durat dos mesos. Es va suggerir que aquest so probablement es devia a activitat minera en l'àrea.

#### Beaufort, County Kerry, Irlanda (2012)
El brogit també ha frustrat a residents de Beaufort, Irlanda. El tema va ser tractat en el Parlament per Michael Healy-Rau, que va sentir personalment el brogit.

#### Seattle, Washington, els Estats Units (2012)
El Brogit de l'Oest de Seattle a Seattle, els Estats Units, va ser informat per primera vegada el 2012, encara que diversos residents van declarar haver-lo sentit en anys previs. Un d'ells va suggerir que el culpable era la crida d'aparellament del peix gripau, encara que un investigador colaborador de la Universitat de Washington va determinar que aquest no era el cas a Seattle. Negocis locals de l'àrea West Marginal Way van treballar amb el West Seattle Blog per a aïllar i eliminar el soroll, i es va determinar que provenia de l'equip usat per a descarregar mercaderia dels vaixells.

#### Wellington, Nova Zelanda (2012)
El 8 d'octubre de 2012, el consell de la ciutat de Wellington, Nova Zelanda, va començar a rebre queixes sobre un misteriós brogit. Una recerca del consell va fallar en tractar de determinar l'origen del soroll, ja que els investigadors no van aconseguir sentir-lo. El brogit va desaparèixer poc després de ser reportat. No obstant això, el consell va suggerir que la causa del brogit era un vaixell de Singapur que va estar a Wellington un dia abans que els reportis fossin rebuts.

#### Chubut, l'Argentina (2012)
El divendres 23 de novembre de 2012 es van rebre queixes de sons sentits des del cel a Comodor Rivadavia, similars a una trompeta; un estrany i reiteratiu soroll va sonar durant algunes hores sobre els caps dels habitants de la ciutat chubutense. El fenomen va cridar àmpliament l'atenció.

#### Aldaia (València), Espanya (2013)
Durant la matinada del 14 de febrer de 2013, nombroses persones que es van aixecar a les cinc del matí per a anar a treballar, en agafar el seu cotxe van sentir estranyíssims sons provinents de l'atmosfera terrestre, un so metàl·lic, que van interpretar no podien ser de fàbriques, avions o coses semblants. Algunes persones van telefonar al diari Llevant de la ciutat de València, informant del que acabaven de sentir, per si es tractés d'alguna amenaça estranya, d'origen terrestre, o d'origen extraterrestre contra la població general; membres de la redacció van prendre dades i van publicar alguna cosa sobre aquest tema amb cert escepticisme.

#### Cadis, Espanya (2014)
Almenys 50 gaditans van percebre en la matinada del 7 de gener de 2014 entre les 4.30 i les 6.30 hores un estrany so metàl·lic que van sentir els habitants del barri antic. Un d'ells va gravar un vídeo amb el seu mòbil que pot trobar-se en YouTube.

#### Salta, l'Argentina (2015)
Durant la matinada del dilluns 20 d'abril de 2015 a les 3.00 a. m., a la ciutat de Salta es fan públics nombrosos reportis de ciutadans sentint el mític brogit. Es teixeix un embull d'especulacions sobre el seu origen, fins i tot es publica una notícia en el diari local.

#### Tucumán, l'Argentina (2015)
La matinada del divendres 12 de juny de 2015 a les 4.45 a. m., a la ciutat de San Miguel de Tucumán, es van produir estranys sorolls en el cel; també es publica una notícia en el diari local.

#### Córdoba, Argentina (2017)
En la matinada del divendres 20 de gener de 2017, centenars de cordovesos es van mantenir desperts en sentir retrunys a la ciutat, els sorolls ambientals, similars a explosions llunyanes, van generar activitat en xarxes socials amb desenes d'usuaris que preguntaven el seu origen.
Comentaris en xarxes socials indicaven que se sentien com a trompetes; uns altres indicaven que eren explosions.

#### Mendoza, l'Argentina (2018)
Avisos de diversos veïns van coincidir en se sentien d'inquietants sorolls en el cel durant la matinada del dia 10 de juliol de 2018.
Els sorolls eren similars al soroll provocat per botzines i trompetes, i fins i tot als generats pel pas d'un tren.

#### València, Espanya (2018)
El dia 8 entre les 4.30 i les 5 de la matinada, diversos valencians van sentir aquest so en l'àrea compresa entre el Marítim, Blasco Ibáñez, Peris i Valero, etc. fins a Mislata, la qual cosa suposa pràcticament tota la capital. El so es va allargar uns 5 minuts.

## Possibles explicacions

### Aparells mecànics
La majoria dels brogits no han estat rastrejats fins a cap font mecànica específica.
En el cas de Kokomo, una ciutat amb alta activitat industrial, l'origen del brogit es pensava que venia de dues fonts. La primera era un to de 36 hertzs d'una torre de refredament en la planta local de Chrysler, i el segon era un to de 10 hertzs d'un compressor d'aire en la planta d'Haynes International. Després que s'arreglessin totes dues plantes, el brogit va persistir.
Tanmateix, dos brogits han estat relacionats amb fonts mecàniques. El Brogit de Seattle va ser rastrejat fins a una bomba de buit utilitzada per CalPortland per descarregar la càrrega dels vaixells. Després que CalPortland reemplacés els silenciadors de la màquina, es va informar que el brogit va deixar de sentir-se. Així mateix, es pensa que el Brogit de Wellington tenia a veure amb el generador dièsel d'un vaixell visitant. Un tercer brogit a Windsor és altament probable que s'hagi originat en una planta siderúrgica en la zona industrial de Zug Island.

### Tinnitus
Diversos físics van considerar que l'origen del so podei ser el tinnitus, una malformació del sistema auditiu. El tinnitus es genera internament pels sistemes auditiu i nerviós, sense necessitat d'estímuls externs. Tot i això, la teoria que el brogit és en realitat tinnitus crea el dubte pel fet que només es pot sentir en certes àrees geogràfiques. Poden existir diferències individuals quant a la percepció d'un estímul acústic o no acústic.
Mentre que el brogit és, hipotèticament, la conseqüència d'alguna forma de baixa freqüència de tinnitus, algunes persones que han aconseguit sentir-lo afirmen que no és una cosa interna, i que és pitjor en les seves llars que a l'exterior. Per altra banda, altres insisteixen que ho senten igual dins que fora d'una estructura. Algunes persones noten el brogit únicament quan estan en les seves llars, mentre que unes altres el senten on vulgui que vagin. Ja qui diu que el so empitjora quan es tapen les oïdes, cosa que fa que únicament disminueixin els sons ambientals i es fa més evident el brogit.
Algunes persones que sofreixen de tinnitus i també senten el brogit descriuen que són aparentment diferents, i molts han indocat que en alguns trobar llocs no el senten en absolut. Una recerca feta per un equip de científics a Taos va declarar la possibilitat que el brogit sigui una conseqüència del tinnitus.

### Emissions otacústiques espontànies
Les oïdes humanes generen els seus propis sorolls, anomenats emissions otacústiques, els quals afecten entre el 38% i el 60% de la població, encara que la majoria no s'adona d'aquests sons. Les persones que senten aquests sons generalment els relacionen amb un aleteig allunyat, especialment si es troben en complet silenci. Enregistraments de sons que semblen ser el brogit, com a Auckland, indicarien que les emissions otacústiques no poden explicar tot el relacionat amb el brogit.
Frosch ha suggerit que el brogit té moltes propietats similars a les atribuïdes a les SOAEs. Les freqüències de tots dos són audibles aproximadament pel 2% de la població i tendeixen a disminuir amb el pas dels anys. Així mateix, recerques suggereixen que el brogit i les SOAEs poden ser eliminats amb una dosi de 2.4 grams d'aspirina després del primer dia de medicació, i que poden ser eliminats mitjançant alguns moviments de cap. Ell suggereix que les mateixes estructures internes de l'oïda són responsables de la generació de tots dos sorolls.

### Col·lisions d'ones oceàniques
A començaments de juny de 2008, un article publicat en Proceedings of the Royal Society va donar a conèixer la ubicació del brogit anomenada "hum hotspot", una "font energètica en l'àrea del sud d'Islàndia, on els patrons del vent són conduïts especialment per a generar ones oposades en el mateix període i la profunditat de l'oceà és favorable per a la generació eficient de microsismes a través de la ressonància d'ones longitudinals." Investigadors de la USArray Earthscope han rastrejat una sèrie de sorolls infrasònics produïts per ones juntes, que es donen en el fons oceànic. Els sons d'aquestes col·lisions podrien viatjar a moltes parts del món.

### Peixos
Una de les causes considerades possibles del brogit de l'Oest de Seattle era que estava relacionat amb la crida d'aparellament del gripau capgròs Porichthys notatus. Un brogit previ a Sausalito, també a la costa oest dels Estats Units, va ser atribuït a la crida d'aparellament del mascle d'aquest peix. No obstant això, en aquest cas el brogit va afectar les persones que vivien en barques que es trobaven prop de la regió. En el cas de l'Oest de Seattle, un investigador de la Universitat de Washington va determinar que seria impossible que el so del peix viatgés tan lluny com per a arribar al lloc on es va sentir el soroll.
L'Associació Escocesa per a la Ciència Marítima va suggerir que el so del brogit nocturn que es va sentir a Hythe, Hampshire, al Regne Unit, podria ser produït per un peix similar. El consell va creure que aquesta causa era improbable perquè aquest peix no es troba fàcilment en els oceans del Regne Unit. Al mes de febrer de 2014, encara no se sabia la situació, encara que el so ha estat gravat.

## Cobertura dels mitjans
El Brogit de Taos va aparèixer en el xou de televisió titulat Misteris Sense Resoldre. També es va esmentar en el "Top ten de Fenòmens Inexplicables" de LiveScience', on va ocupar el desè lloc. També va ser recollit pel programa Quart Mil·lenni de la Cadena Quatre a Espanya el 24 de gener de 2016.

## Cultura popular
En 1998, en un episodi de The X-Files titulat "Drive", l'agent Mulder especula que hi ha ones de ràdio amb una freqüència molt baixa (ELF) que "podrien estar darrere de l'anomenat Brogit de Taos."